# SsangYong Rexton
De SsangYong Rexton is een SUV van het Zuid-Koreaanse automerk SsangYong. De Rexton is gebaseerd op de Mercedes-Benz M-Klasse en werd in 2001 in Korea geïntroduceerd. De vraag naar deze auto is vooral groot in Korea, de Rexton is echter wereldwijd verkrijgbaar. De Rexton is gepositioneerd als luxe SUV maar heeft ook de terreincapaciteiten waar SUV's om bekendstaan. Er is plaats voor zeven inzittenden in de Rexton. De laatste zitrij kan worden ingeklapt om extra bagageruimte te creëren.
De auto is beschikbaar met een 2.2Ldieselmotor, gekoppeld aan een vierwielaandrijving.
In 2006 kreeg het model een facelift en werd het onderstel aangepast om het comfort te verbeteren.
Huidige modellen Europa:
Korando ·
Actyon ·
Rodius ·
Rexton
Overige modellen internationaal:
Chairman
Uit productie:
Korando Family ·
Kyron ·
Musso ·
Istana